# 李鐩
李鐩（1447年—1528年），字時器，號樸庵，河南湯陰縣人。明朝政治人物、進士出身。

## 生平
河南鄉試第三十九名。成化八年（1472年）壬辰科會試第二百二十六名，殿試登進士第二甲第十一名，授工部主事，官至太子太保、工部尚書。正德十六年，與戶部尚書楊潭前後致仕。嘉靖七年（1528）卒，贈少保，谥恭敏。

## 家族
曾祖父李榮。祖父李健。父亲李琛，曾任大使。